# Cassandra (Pensilvania)
Cassandra es un borough ubicado en el condado de Cambria en el estado estadounidense de Pensilvania. En el año 2000 tenía una población de 136 habitantes y una densidad poblacional de 699.7 personas por km². Es parte del Área Estadística Metropolitana de Altoona.

## Geografía
Cassandra está situado en 40°24′32″N, 78°38′28″O (40,408989, -78,641040). De acuerdo a la Oficina del Censo de los Estados Unidos, el burgo tiene un área total de 0,2 km², todos tierra.

## Demografía
De acuerdo al censo del 2000, había 136 personas, 54 hogares, y 36 familias residiendo en el burgo. La densidad de población era de 654,4 personas por kilómetro cuadrado. Había 57 unidades de vivienda a una densidad promedio de 275,1/km². La conformación racial del burgo era 100,0% Blanco.
Había 54 hogares de los cuales 33,3% tenían niños menores de 18 años viviendo en ellos, 50,0% eran parejas casadas viviendo juntos, 11,1% tenían una cabeza de familia mujer sin presencia del marido, y 33,3% no eran familias. 27,8% de todos los hogares estaban conformados por una sola persona y 18,5% tenían a alguien de 65 años o mayor viviendo solo. El tamaño promedio de un hogar era 2,50 y el tamaño promedio de una familia era 3,03.
En el burgo la población estaba esparcida con 22,8% menores de 18 años, 2,2% de 18 a 24, 35,3% de 25 a 44, 19,9% de 45 a 64, 19,9% de 65 años o mayores. La edad promedio era de 38 años. Por cada 100 mujeres había 106,1 hombres. Por cada 100 mujeres de 18 años o mayores, había 101,9 hombres.
El ingreso medio para un hogar en el burgo era de $28.750, y el ingreso medio de una familia era de $40.833. Los hombres tenían un ingreso medio de $19.063 contra $20.625 de las mujeres. La renta per cápita para el burgo era de $14.004. No había familias bajo la línea de la pobreza, pero el 8,2% de la población vivía debajo de la línea de pobreza, ninguno de los cuales era menor de 18 años y en los cuales se encontraba el 11,4% de los mayores de 64 años.